# Kaolinit

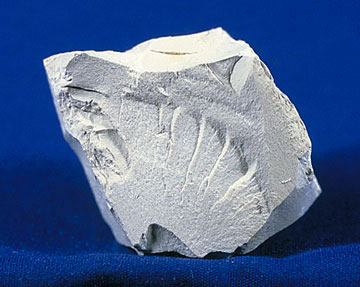
przykłady Kaolinitu

Kaolinit – bardzo pospolity i szeroko rozpowszechniony minerał z gromady krzemianów, zaliczany do minerałów ilastych (grupa kaolinitu).
Jego nazwa pochodzi od chińskiej miejscowości Gaoling (高嶺), gdzie znajdują się duże i od dawna znane złoża tego minerału.

## Charakterystyka

### Właściwości
Tworzy małe kryształy o pokroju tabliczkowym, blaszkowym – blaszki heksagonalne; zrosty robakowate. Przeważnie występuje w skupieniach ziemistych; zbitych i skrytokrystalicznych. Jego monomineralne nagromadzenia tworzą skałę zwaną kaolinem. Jest giętki, miękki, przeświecający. Agregaty kaolinitu rozcierają się w palcach; w dotyku dają wrażenie suchych i nieco tłustych, czasami szorstkich bądź śliskich.
Kaolinit sam nie jest ogniotrwały, tracąc bowiem wodę w stosunkowo niskiej temperaturze przestaje być już kaolinitem. Jednym z produktów jego rozpadu jest mullit – minerał, który w skorupie ziemskiej znaleziono tylko raz (na wyspie Mull u wybrzeży Szkocji), natomiast w produktach ceramicznych powstający bardzo często.
Mullit jest minerałem wytrzymującym temperatury do 1800 stopni C.
Kaolinit jest składnikiem kaolinu, miękkiej plastycznej skały, jednego z najważniejszych surowców ceramiki szlachetnej. Kaolin stosuje się w stanie surowym lub uszlachetnionym. Na jego przydatność wpływa biała barwa, drobnokrystaliczność, zdolność do przechodzenia w stan zawiesiny, niska twardość, obojętność chemiczna, powszechność występowania i niska cena surowca. Kaolin stanowi 40–65% masy do produkcji porcelany, fajansu, szamotowych materiałów ogniotrwałych oraz jako wypełniacz do papieru i gumy.

### Występowanie
Produkt wietrzenia glinokrzemianów, zwłaszcza skaleni. Składnik kaolinów, glin ogniotrwałych i ceramicznych oraz iłów kaolinitowych. 
Miejsca występowania: Chiny, USA, Niemcy, Czechy, Wielka Brytania, Włochy, Ukraina, Rosja.
Polska – główny składnik karbońskich górno- i dolnośląskich łupków ogniotrwałych oraz glin ogniotrwałych z okolic Strzegomia. Najważniejsze złoża kaolinu związane są z granitami i gnejsami Dolnego Śląska.

## Zastosowanie
- Podstawowy surowiec przemysłu ceramiki szlachetnej (porcelana, porcelit, fajans)
- do produkcji materiałów izolacyjnych i ogniotrwałych,
- używany do produkcji gumy, papieru, farb, kosmetyków,
- znajduje zastosowanie w medycynie.
- w przemyśle farmaceutycznym używa się go jako adsorbentu i masy wypełniającej, ma jednocześnie właściwości wiązania kwasów, buforowania odczynu i stabilizowania emulsji.